# 成廉
成 廉（せい れん、生没年不詳）は、中国後漢時代末期の武将。

## 正史の事跡
| 姓名         | 成廉     |
| 時代         | 後漢時代 |
| 生没年       | 〔不詳〕 |
| 字・別号     | 〔不詳〕 |
| 出身地       | 〔不詳〕 |
| 職官         | 〔不詳〕 |
| 爵位・号等   | -        |
| 陣営・所属等 | 呂布     |
| 家族・一族   | 〔不詳〕 |

呂布側近の武人。呂布は長安から追われた後、袁紹と共に常山で張燕と戦った。この時の呂布は、僅か数十騎で1日に3・4回も張燕の本陣に突撃を行ったが、成廉と魏越は常に呂布の傍らにあったという。このような戦い振りを10日余り続けた末、ついに張燕の軍を撃破した。
建安3年（198年）10月、下邳で曹操との野戦に参戦したが、呂布軍は敗北し成廉は捕虜にされた。これ以降、成廉に関する記述は見当たらない。
史書での成廉の記述は断片的だが、『後漢書』呂布伝では「健将」・『三国志』魏書呂布伝では「驍将」と書かれ、いずれも勇将ないしは猛将を意味する表現が冠せられている。

## 物語中の成廉
小説『三国志演義』では、呂布配下の八健将の1人（序列5位）として登場する。初戦で曹操を後一歩まで追い詰めるが、典韋に撃退され、最後は濮陽において楽進に弓で射殺されてしまう。